# San Eloy
San Eloy är en bergstopp i Spanien.   Den ligger i provinsen Província de Barcelona och regionen Katalonien, i den östra delen av landet, 500 km öster om huvudstaden Madrid. Toppen på San Eloy är 1 421 meter över havet, eller 173 meter över den omgivande terrängen. Bredden vid basen är 1,1 km.
Terrängen runt San Eloy är kuperad söderut, men norrut är den bergig. Runt San Eloy är det mycket glesbefolkat, med 4 invånare per kvadratkilometer. Närmaste större samhälle är Ripoll, 15,5 km öster om San Eloy. I omgivningarna runt San Eloy växer i huvudsak blandskog.